# District de Porrentruy
Le district de Porrentruy est un des trois districts du canton du Jura en Suisse. Le chef-lieu est Porrentruy.
Il est également appelé district de l'Ajoie.
Le district a été créé le 1er janvier 1979 à la suite de la création de la République et Canton du Jura.

## Communes
En 2008, le district est composé des 36 communes réunies. Les fusions de communes effectuées le 1er janvier 2009 ont fait chuter ce nombre. Les trois nouvelles communes suivantes ont été créés sur la base de fusions de communes:
- La Baroche, nouvelle commune composée des anciennes communes d'Asuel, Charmoille, Fregiécourt, Miécourt et Pleujouse; (-4 communes)
- Basse-Allaine, nouvelle commune composée des anciennes communes de Buix, Courtemaîche et Montignez; (-2 communes)
- Clos du Doubs, nouvelle commune composée des anciennes communes d'Epauvillers, Epiquerez, Montenol, Montmelon, Ocourt, Saint-Ursanne et Seleute; Note: Epauvillers, Epiquerez et Montmelon sont passées du district des Franches-Montagnes à celui de district de Porrentruy à l'occasion de la fusion; (-3 communes)
- Haute-Ajoie, nouvelle commune composée des anciennes communes de Chevenez, Damvant, Réclère et Roche-d'Or; (-3 communes)

Le nombre de communes dans le district est de 23 en 2009. Depuis le 1er janvier 2024, il existe 19 communes avec la création de la commune de Basse-Vendline avec la fusion de Beurnevésin et Bonfol.
| Nom              | N° OFS | Population (décembre 2023) |
| ---------------- | ------ | -------------------------- |
| Alle             | 6771   | +001 907,                  |
| Basse-Allaine    | 6807   | +001 203,                  |
| Basse-Vendline   | 6812   | +000767,                   |
| Boncourt         | 6774   | +001 171,                  |
| Bure             | 6778   | +000631,                   |
| Clos du Doubs    | 6808   | +001 294,                  |
| Coeuve           | 6781   | +000721,                   |
| Cornol           | 6782   | +001 060,                  |
| Courchavon       | 6783   | +000314,                   |
| Courgenay        | 6784   | +002 453,                  |
| Courtedoux       | 6785   | +000774,                   |
| Damphreux-Lugnez | 6811   | +000363,                   |
| Fahy             | 6789   | +000332,                   |
| Fontenais        | 6790   | +001 647,                  |
| Grandfontaine    | 6792   | +000381,                   |
| Haute-Ajoie      | 6709   | +001 057,                  |
| La Baroche       | 6810   | +001 134,                  |
| Porrentruy       | 6800   | +006 601,                  |
| Vendlincourt     | 6806   | +000547,                   |
| Total            | Total  | +024 357,                  |

## Histoire
Créé initialement le 25 mars 1793, à la suite de l'annexion de l'ancienne République rauracienne par la France pour constituer le département du Mont-Terrible, le district de Porrentruy englobait alors l'Ajoie, le Clos du Doubs et les Franches-Montagnes. 
Le 17 février 1800, le département du Mont-Terrible est supprimé et intégré au département du Haut-Rhin. Celui-ci est alors réorganisé en deux arrondissements, chacun subdivisé en cinq cantons, avec Delémont et Porrentruy désignés comme sous-préfectures.

## Armoiries
Les armoiries du district de Porrentruy sont «De gueule à la face d'argent chargée d'un basilic à enquerre d'or, tenant en son bec et entre ses pattes une crosse d'évèque brochant du même».